# HD 110956
HD 110956，又名CP-55 5215，SAO 240235、HR 4848，是一颗恒星，视星等为4.65，位于銀經302.23，銀緯6.38，其B1900.0坐标为赤經12h 40m 38s，赤緯-55° 6.38′ 29″。